# Plugim

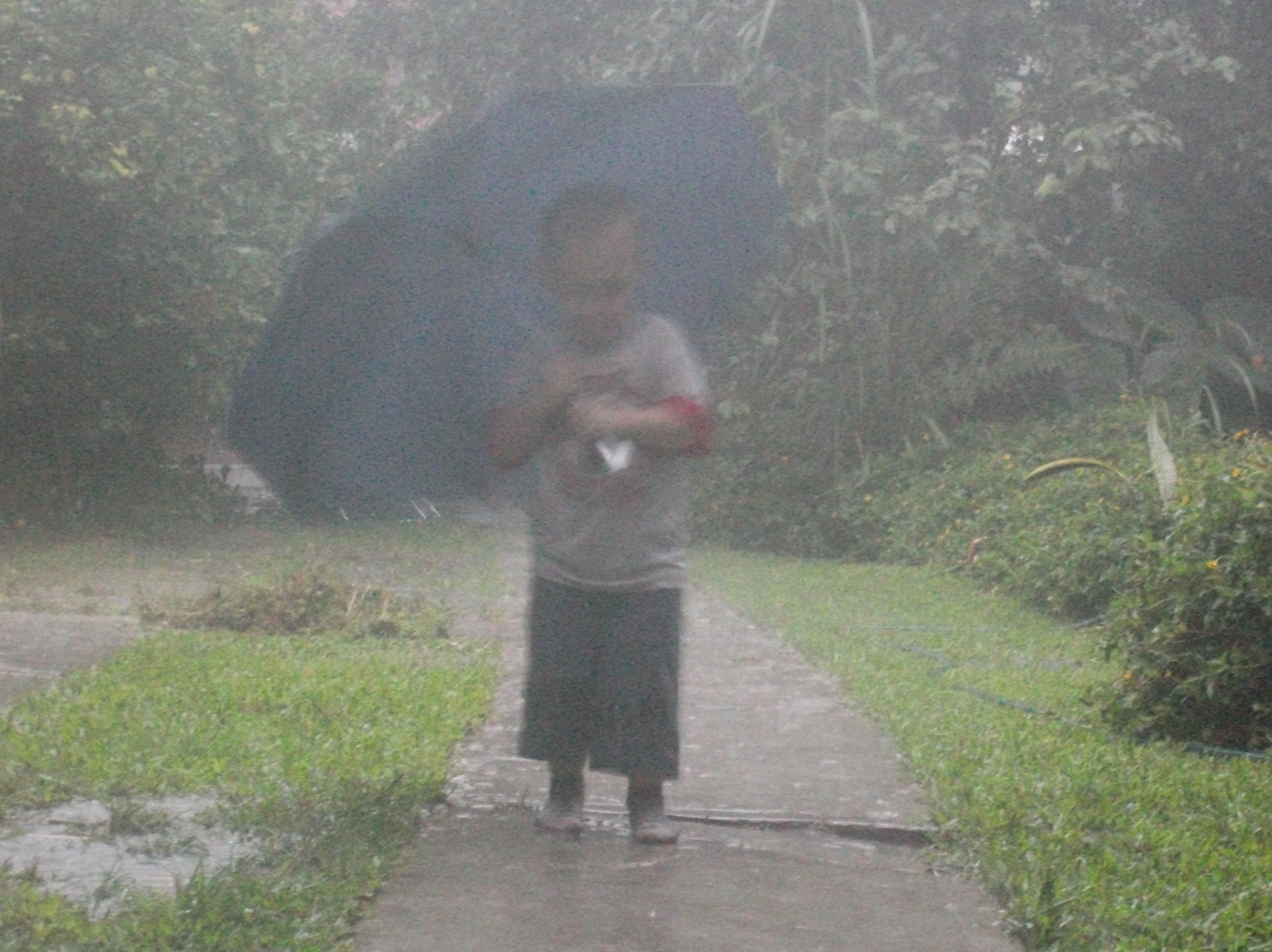
Nen jugant en una tarda de pluja i boirina.

El plugim és una precipitació força uniforme, constituïda exclusivament per multitud de gotes menudes d'aigua de diàmetre inferior a 0,5 mm i molt properes les unes de les altres. El plugim cau d'un sostre continu d'estrats baixos i espessos. Per sota dels núvols la humitat relativa roman molt alta, en cas contrari aquestes gotes s'evaporen abans d'arribar a la superfície (virga).
El plugim s'origina en núvols relativament baixos i de poc desenvolupament vertical com són els estratocúmulus. És un fenomen de freqüent ocurrència a la costa àrida del Perú i Xile, i en la Cornisa Cantàbrica.

## Observació
No s'ha de confondre amb la boira ploranera o pixanera, on les gotes són gairebé invisibles individualment. La boira ploranera no és un tipus de precipitació, perquè les gotes no cauen d'un núvol, sinó que es produeix una condensació en forma de gotes petites sobre qualsevol cos. Les gotes d'aigua de la boira realment floten. En canvi, al plugim les gotes cauen, tot i que pel fet de ser tan petites, ho fan a poca velocitat. La quantitat de precipitació acumulada en forma de plugim pot ser apreciable, especialment en zones costaneres i en àrees de muntanya, on aquestes precipitacions poden durar força hores. En tot cas, la intensitat no superarà 1 mm per hora.

## Comparació amb altres fenòmens meteorològics
| Meteor  | Visibilitat | Humitat | Aerosol            |
| ------- | ----------- | ------- | ------------------ |
| Boira   | <1 km       | 90-100% | Aigua o gel        |
| Boirina | 1 a 10 km   | 80-90%  | Aigua o gel        |
| Pluja   | <3 km       | 100%    | Aigua o gel        |
| Plugim  | <1 km       | 100%    | Aigua o gel        |
| Calima  | >2 km       | < 80%   | Partícules sòlides |
| Broma   | <2 km       | < 80%   | Partícules sòlides |

## Noms
| Noms       | Origen                                                                 | Significat                | Continent        | Països | Regions                                       | Províncies                            |
| ---------- | ---------------------------------------------------------------------- | ------------------------- | ---------------- | --- | --------------------------------------------- | ------------------------------------- |
| Xilxes     | quítxua                                                                | plugim esclarissada       | Amèrica          | Bolívia | -                                             | -                                     |
| Camanchaca | aimara kamanchaka                                                      | Foscor                    | Amèrica          | Bolívia, Xile, Perú | -                                             | -                                     |
| Garúa      | eusquera                                                               | Plugim particularment fi  | Amèrica          | Argentina, Perú, Veneçuela (particularment en els Estats de l'Orient: Anzoátegui, Bolívar (Veneçuela), Nova Esparta, entre d'altres), Xile, Uruguai, Paraguai, Costa Rica, Equador | -                                             | -                                     |
| Chispear   | Veu onomatopeica                                                       | Veu onomatopeica          | Europa i Amèrica | Guatemala, Hondures, Mèxic, Espanya, Uruguai, Xile | -                                             | -                                     |
| Orbayu     | asturlleonès                                                           | Plugim dèbil i persistent | Europa           | Espanya | Astúries                                      | Astúries                              |
| Orballo    | gallec                                                                 | -                         | Europa           | Espanya | Galícia                                       | La Corunya, Lugo, Ourense, Pontevedra |
| Murmia     | càntabre                                                               | -                         | Europa           | Espanya | Cantàbria oriental                            |                                       |
| Sirimiri   | eusquera biscaí xim-xim o zirimiri                                     | Veu onomatopeica          | Europa           | Espanya | País Basc                                     | Alaba, Biscaia                        |
| Plugim     | eusquera guipuscoà txirri-txirri o eusquera biscaí zir-zir o ziri-miri | Veu onomatopeica          | Europa           | Espanya | Cantàbria, Castella i Lleó, Navarra, Albacete | -                                     |
| Calabobos  | termes calar i bobo                                                    | -                         | Europa           | Espanya | Meseta central i Andalusia                    | -                                     |